# Teoría ecológico-evolutiva

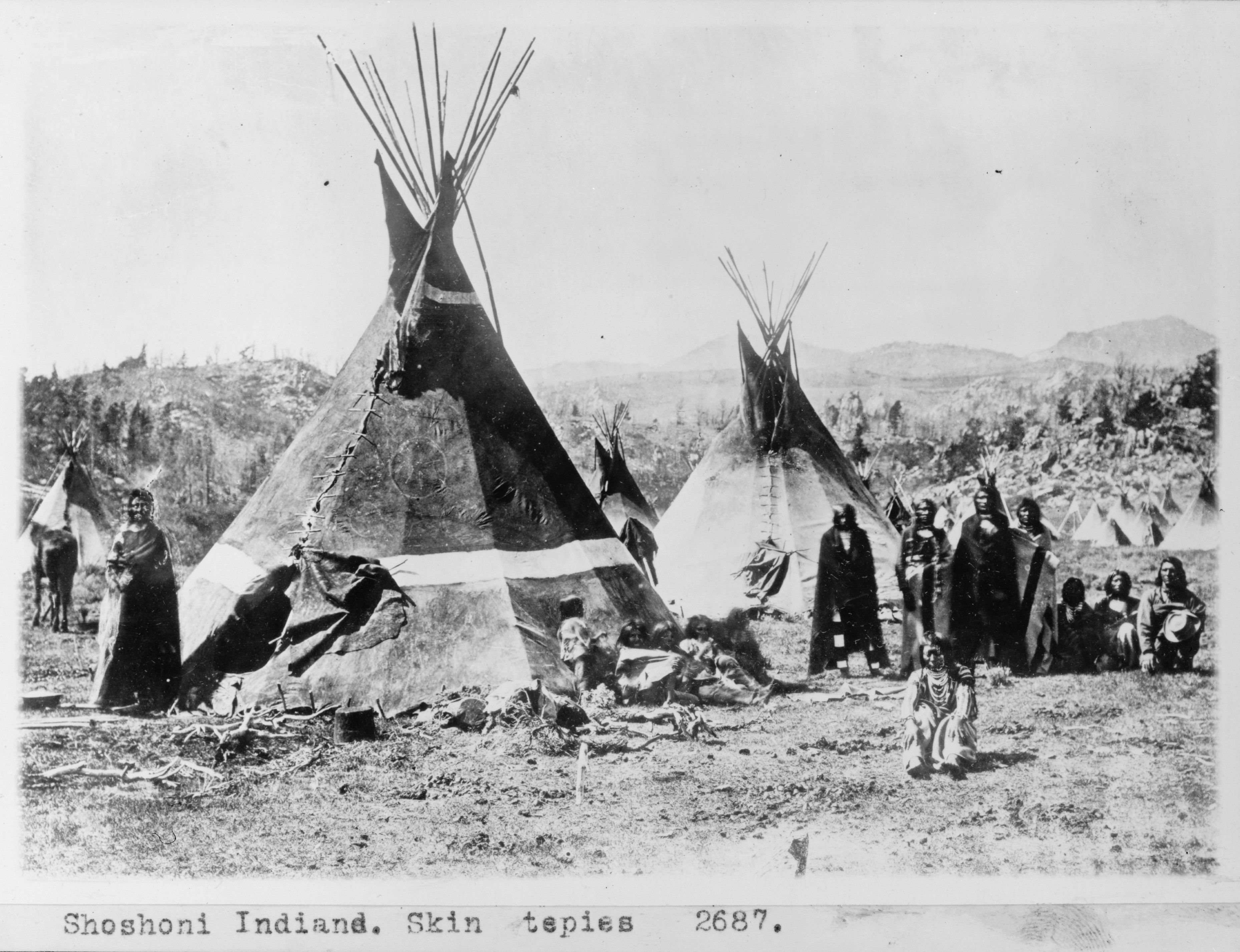
Shoshoni en 1870, ejemplo de cazadores-recolectores

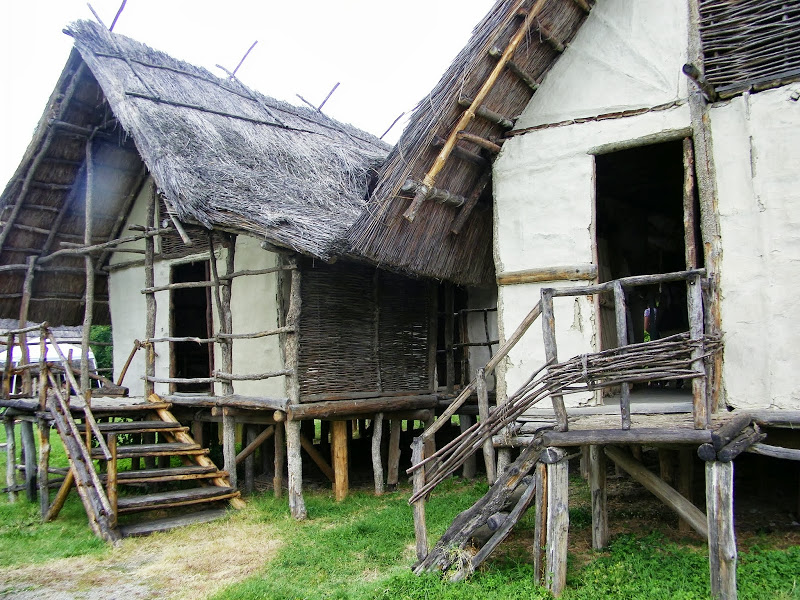
Reconstrucción de cabañas de la cultura de Terramare, ejemplo de sociedad de horticultura simple

La teoría ecológico-evolutiva (EET) es una teoría sociológica de evolución sociocultural que intenta explicar el origen y cambios de la sociedad y la cultura. Los elementos clave se centran en la importancia de entorno natural y cambio tecnológico. La EET ha sido descrita como una teoría de la estratificación social, ya que  analiza cómo la estratificación ha cambiado a través de tiempo en sociedades diferentes. También ha sido visto como síntesis del funcionalismo estructural y la teoría del conflicto. Propuesta por Gerhard Lenski, la teoría  tal vez esté mejor articulada en su libro, Teoría ecológica evolutiva: principios y aplicaciones (2005). Sus principales colaboradores, Jean Lenski y Patrick Nolan, también han contribuido a la EET.

## Teoría

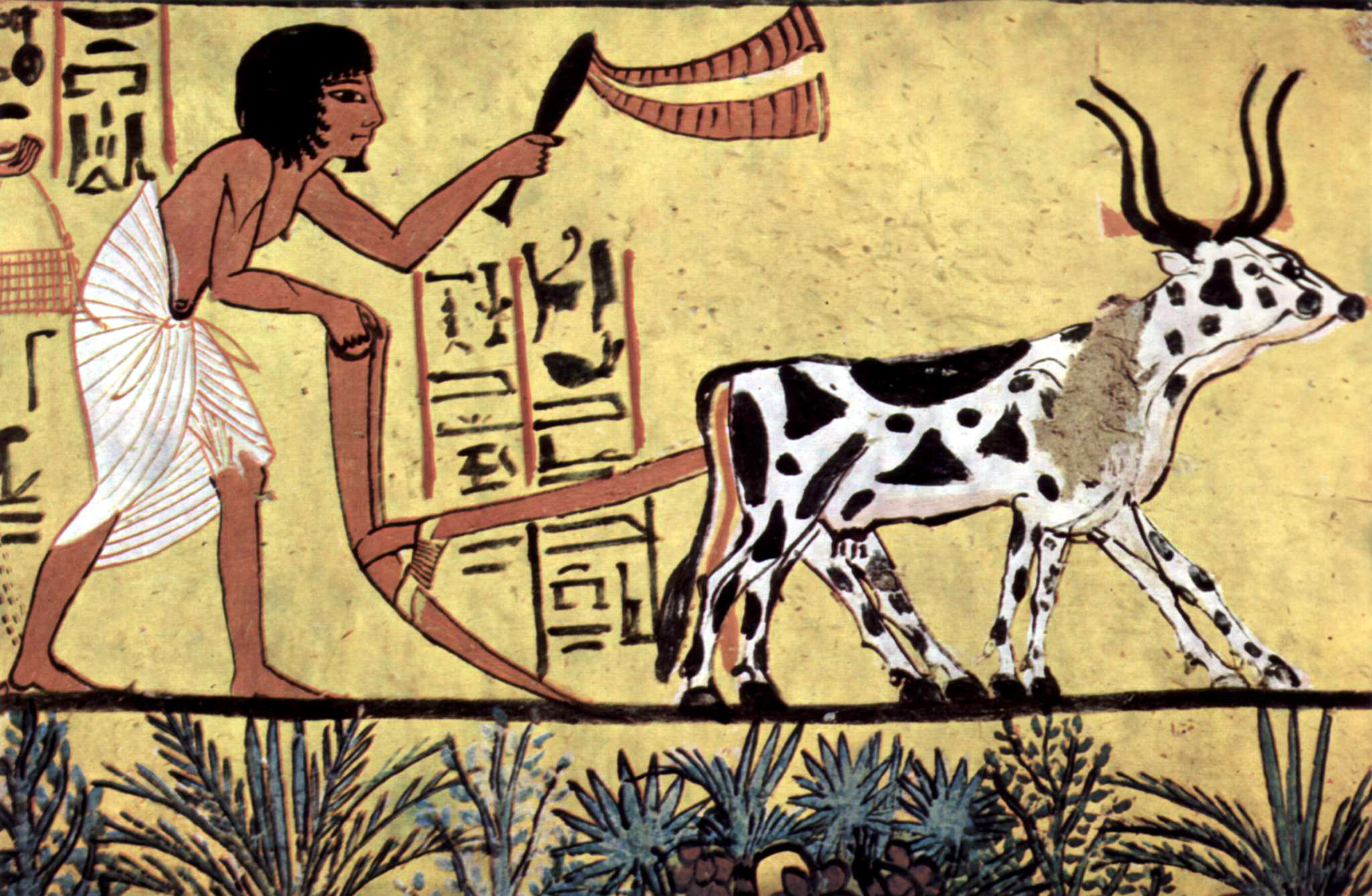
El Egipto faraónico, ejemplo de sociedad agrícola

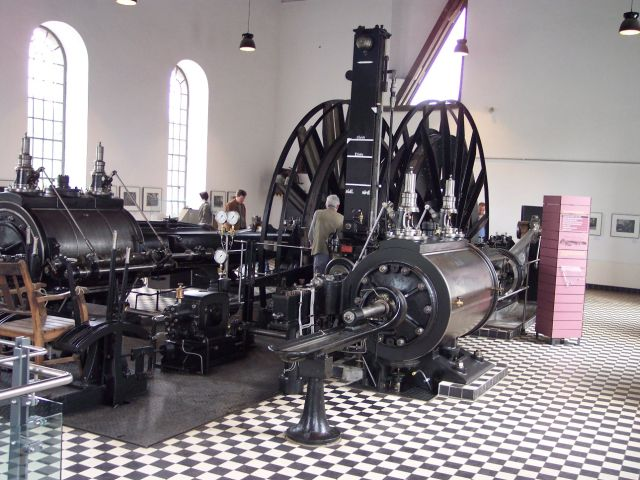
Un máquina de vapor, fundamento de la sociedad industrial

Lenski señala que la sociedad y la cultura evolucionan a través de símbolos, lo que hace que este proceso sea mucho más rápido, deliberado y útil, en comparación con la evolución biológica. Sin embargo, al igual que en la supervivencia biológica de los más aptos, en la evolución sociocultural hay un proceso de selección intersocietal, donde los sistemas socioculturales menos adecuados se extinguieron, reemplazados por otros más eficientes. En otra analogía con la evolución biológica, Lenski sostiene que los sistemas socioculturales que sobreviven lo hacen principalmente en virtud de su nivel de avance tecnológico, que de otro modo es "ciego y sin sentido como el resultado del proceso biológico de selección natural e indiferente a las creencias y valores humanos". Por lo tanto, Lenski no argumenta que las sociedades que sobreviven son moralmente superiores a las derrotadas, simplemente que fueron más eficientes en el progreso tecnológico. Esto, a su vez, ayuda a esas sociedades a sobrevivir y crecer. Las tecnologías pueden compararse con los genes de una sociedad, proporcionándole nuevas habilidades, ya que las nuevas tecnologías le permiten hacer cosas que antes no podrían haber hecho.
La tecnología es un factor cuya importancia Lenski destaca sobre todas las demás, y diferencia a las sociedades por su nivel de tecnología, en cazadores-recolectores, horticultura simple y compleja, sociedades agrarias y sociedades industriales. Al mismo tiempo, las características de una sociedad van más allá de la tecnología, en sus características demográficas y genéticas; la cultura, incluida la material; la organización y las instituciones sociales. El entorno natural también desempeña un papel, al igual que la ubicación geográfica en general; ya que las sociedades aisladas tienen menos posibilidades de beneficiarse de la interacción con los demás.
La teoría de Lenski se centra en la infraestructura material de las sociedades (crecimiento de la población y las relaciones económicas) y, como tal, se ha descrito como materialista. Se basa en las teorías clásicas de Thomas Malthus y Herbert Spencer para ver la sociedad y la cultura como productos de la naturaleza (seres humanos), por lo tanto sujetos a la ley natural. Lenski sostiene que los humanos a menudo actúan en contra de los intereses de la sociedad, lo que él atribuye al interés propio y al individualismo, en sí mismos productos de experiencias de vida diferentes. Señala que diferentes sociedades sobreviven gracias a sus estrategias de subsistencia, que les permiten extraer recursos (energía) del medio ambiente; esas estrategias están determinadas por las tecnologías que poseen esas sociedades, y en sí están determinadas significativamente por la demografía (población y su crecimiento) y los sistemas económicos (división del trabajo). La tecnología, definida por él como "información sobre las formas en que los recursos en el medio ambiente pueden utilizarse para satisfacer necesidades y deseos humanos", es el elemento más importante del sistema sociocultural.
Lenski argumenta además que el cambio sociocultural es un efecto de la interacción con una sociedad y cultura diferente, o un resultado del cambio ambiental (desde los naturales, como las edades de hielo, hasta los artificiales, como el agotamiento de recursos). La forma principal de los seres humanos de lidiar con un entorno cambiante es un desarrollo de tecnología que se refuerza a sí mismo, ya que la innovación es en general menos común que las soluciones de copia inventadas por otros (difusión cultural).
Todas las sociedades comparten dos objetivos que compiten parcialmente: maximizar la producción y minimizar el cambio político (mantenimiento de poderes por parte de las élites). Cuanto mayor es la estratificación social, más dominante es el segundo objetivo. La teoría de Lenski se puede usar para analizar los cambios de la desigualdad social. Lenski señala que se espera cierto nivel de desigualdad social en todas las sociedades, ya que está relacionado con las diferencias en las capacidades de los individuos y las tareas que eligieron realizar para la sociedad; pero también observa que la desigualdad en todas las sociedades siempre ha sido más alta que lo ideal, ya que las elites generalmente tratan de preservar su estatus dominante. Lenski argumenta que la desigualdad alcanzó sus niveles máximos en las sociedades agrarias o industriales, y ha ido disminuyendo lentamente desde entonces.
Lenski observa que las fuerzas del cambio tecnológico (innovación) están en constante conflicto con las fuerzas de continuidad y estabilidad, como las tradiciones, el conservadurismo, la oposición de intereses creados a tecnologías disruptivas y la tendencia general de los humanos a resistir el cambio. Sin embargo, concluye que, por lo general, el progreso tecnológico supera cualquier obstáculo, lo que obliga a los sistemas socioculturales a cambiar. Lenski también observa que el cambio tecnológico se acelera con el tiempo.
La teoría ha sido elogiada como "una síntesis de ideas clave de los fundadores de la sociología y de la macrosociología y antropología contemporáneas".